# Pablo González Casanova
Pablo González Casanova y del Valle (Toluca, Estado de México, 11 de febrero de 1922 - Tlalpan, Ciudad de México, 18 de abril de 2023) fue un abogado,  sociólogo, historiador y crítico mexicano, condecorado por la Unesco en 2003 con el Premio Internacional José Martí, por su defensa de la identidad de los pueblos indígenas de América Latina. Fue miembro honorario de la Academia Mexicana de la Lengua (2012) y rector de la Universidad Nacional Autónoma de México (1970-1972), entre otros nombramientos.

## Biografía
Nació en Toluca, Estado de México, el 11 de febrero de 1922, siendo hijo de Pablo González Casanova y Concepción del Valle Romo; fue presentado en el Registro Civil en la Ciudad de México el 12 de agosto de 1930. Estudió la licenciatura en Derecho  en la Universidad Nacional Autónoma de México y la maestría en Ciencias Históricas en el Centro de Estudios Históricos de El Colegio de México. En 1950, se doctoró en sociología en la Sorbona de París.
Entre sus múltiples cargos burocráticos universitarios, destacan: secretario general de la Asociación de Universidades de 1953 a 1954, director de la Escuela Nacional de Ciencias Políticas y Sociales de 1957 a 1965, presidente del Consejo de la Facultad Latinoamericana de Ciencias Sociales, con sede en Santiago de Chile, de 1959 a 1965, director del Instituto de Investigaciones Sociales de la UNAM de 1966 a 1970, y rector de la UNAM de mayo de 1970 a diciembre de 1972, cuando se crearon los Colegios de Ciencias  y Humanidades (CCH) y el Sistema de Universidad Abierta de la UNAM. Duró poco en la rectoría por su oposición al reconocimiento del sindicato de empleados y profesores de la UNAM, que organizó una huelga para lograr su aceptación. Ante el estancamiento de las negociaciones, el gobierno lo hizo renunciar.
También llegó a ocupar el puesto de presidente de la Asociación Latinoamericana de Sociología de 1969 a 1972, y de 1983 a 1985. Y fue profesor de varias universidades prestigiosas, como profesor de la Facultad Latinoamericana en Ciencias Sociales en 1977 y profesor de la Universidad de Cambridge, en 1981 a 1982. Fue miembro de la Comisión Mundial sobre el Medio Ambiente y el Desarrollo (ONU) hasta su renuncia en agosto de 1986. 
Fundó el 20 de enero de 1986 el Centro de Investigaciones Interdisciplinarias en Humanidades (CIIH) de la UNAM, que más tarde se transformaría (en 1995) en el Centro de Investigaciones Interdisciplinarias en Ciencias y Humanidades (CEIICH). Fue su director hasta febrero del 2000, cuando renunció alegando su repudio a la entrada de la Policía Federal Preventiva para terminar la huelga de 1999-2000, conducida por un pequeño grupo de universitarios de izquierda. Al día siguiente de dicha ocupación policial, se negó a justificar las acciones de la rectoría ante los asombrados conductores de un programa de televisión transmitido en el Canal 40 de la televisión mexicana e insistió en su condena a la entrada de la policía.
Pablo González Casanova fue distinguido como Investigador Emérito y profesor Emérito de la UNAM en mayo de 1984, y es el único universitario que ha sido galardonado con ambas distinciones simultáneamente. Fue ganador del Premio Nacional de Ciencias Sociales en 1984. En mayo de 1985, se le otorgó el título de doctor honoris causa por la Universidad Autónoma de Sinaloa.
Como analista político, sus libros y ensayos fueron seguidos con atención en América Latina y en el resto del mundo. Coordinó el proyecto "Perspectivas para América Latina", patrocinado por la UNAM y la Universidad de las Naciones Unidas. Es un conocido promotor del compromiso social del científico y últimamente su obra gira en torno de la trascendencia del estudio de los sistemas complejos como herramienta para un cabal entendimiento y transformación de la realidad.
Su participación política fue constante, sobre todo en el estudio de las autonomías promovidas por el EZLN. Fue articulista del periódico mexicano La Jornada. Defendió el régimen castrista cubano con pasión y criticó con fuerza las expresiones reformistas de la izquierda latinoamericana, a las que consideró como expresiones metafísicas.
Su trabajo más reconocido, La democracia en México, se volvió un clásico de las ciencias sociales y se usa frecuentemente en las universidades, especialmente en clases de historia, teoría política, ciencias políticas, sociología, sociedad y economía. Con esta obra, González Casanova se perfiló como pionero en la investigación sobre  los procesos  democráticos en México constituyendo  el primer estudio sistemático sobre la estructura del poder, basado en la investigación empírica y animado por una teoría crítica. En él figuran aportaciones como la del colonialismo interno, sin la cual no se explica el funcionamiento del sistema mexicano. Este libro es considerado como la expresión ideológica y académica de las posiciones políticas del presidente Luis Echeverría Álvarez. Esto supuso uno de los primeros trabajos en abordar desde lo sociológico los problemas sobre la democracia en el país. En él, González Casanova puso por primera vez en práctica las preocupaciones metodológicas que fundamentaría su obra posterior: la constante construcción de conceptos con los cuales explicar de manera rigurosa, metódica y convincente los más diversos fenómenos de la realidad, recurriendo a diferentes enfoques metodológicos que abarcan tanto las interpretaciones históricas como el uso del marxismo en procedimientos estadísticos y empíricos.
Con su obra académica, González Casanova colocó en el centro del debate nacional una agenda de investigación y una metodología para conocer al país. Inaugurando líneas de investigación y reflexión sobre la realidad nacional vigentes hoy en día, y estableciendo un momento clave en el desarrollo de la sociología: el de la plena madurez de las ciencias sociales en México y el fin de los monopolios de los estudios extranjeros sobre el país. Ya que, como señala Lorenzo Meyer: “La democracia en México es el primer gran estudio general del sistema político contemporáneo hecho por un mexicano, desde una perspectiva mexicana y académica”.
Su trabajo en el campo de la sociología inspiró la creación de la Facultad de Sociología (hoy Facultad de Ciencias Políticas y Sociales) de la Universidad Autónoma de Querétaro. Fue nombrado doctor honoris causa el 19 de enero del 2007. En septiembre del 2011, recibió el doctorado honoris causa de manos del 43.er Rector de la UNAM, José Narro Robles. El 22 de marzo del 2012 fue nombrado miembro honorario de la Academia Mexicana de la Lengua. El 23 de octubre del 2012 fue galardonado por El Colegio de México con el Premio “Daniel Cosío Villegas”, en reconocimiento a sus aportes a las ciencias sociales.
El 21 de abril de 2018, fue nombrado Comandante Pablo Contreras del CCRI-Comandancia General del Ejército Zapatista de Liberación Nacional, en reconocimiento a su trabajo y a su pensamiento crítico e independiente.
El Consejo Latinoamericano de Ciencias Sociales (Clacso) celebró, el 11 de febrero de 2022, los 100 años de vida y obra del sociólogo, abogado y politólogo mexicano, digno exponente de las ciencias sociales de Latinoamérica y El Caribe.  Desde clacso.org celebraron sus 100 años de vida al servicio de las ciencias sociales y las humanidades.

## Trabajos
- Misoneísmo y modernidad en el siglo XVIII en México (1948)
- Una Utopía de América (Ed. El colegio de México)(1953)
- Estudio de la Técnica Social (1958)
- La literatura perseguida en la crisis de la Colonia (1958)
- La democracia en México (1965)
- Las categorías del desarrollo económico y la investigación en Ciencias Sociales (1977)
- Sociología de la explotación (1980)
- La nueva metafísica y el socialismo (1982)
- El estado de los partidos políticos en México (1983)
- Imperialismo y liberación en América Latina (1983)
- La hegemonía del pueblo y la lucha centro-americana (1984)
- Las Nuevas Ciencias y las Humanidades: De la Academia a la Política (Ed. Anthropos)(2004)

## Artículos publicados enLa Jornada
- "Cuba y un hombre perverso"
- Notas para un manifiesto de la izquierda en el siglo XXI"
- "Un mensaje a la juventud"
- "Los peligros del mundo y las ciencias prohibidas"
- "El movimiento de los indignados empezó en la Lacandona"
- "Por una nueva organización de los trabajadores"
- "El diálogo de los movimientos Bienvenida a Camila Vallejo"
- "Por la soberanía nacional de los trabajadores"
- "Ellos son nosotros"
- "Otra política, muy otra: los zapatistas del siglo XXI"